# Carmen Andrés Añón
Carmen Andrés Añón (Calanda, Teruel, 19 de octubre de 1964) es una política española, concejal del Ayuntamiento de Barcelona desde 2007 por el Partido de los Socialistas de Cataluña.

## Biografía
Nieta e hija de labradores y panaderos, en 1970  se instaló en Barcelona con su familia. Llegaron en busca de mejores oportunidades laborales que encontraron en el sector de la fabricación del automóvil y en el sector textil.

### Formación y carrera profesional
Licenciada en Derecho por la Universidad de Barcelona (1987), cursó estudios de extensión universitaria de especialización en Derecho Administrativo.
A los 25 años, Carmen Andrés inició su carrera profesional en la función pública, especializándose en el ámbito de la gestión de personal y los recursos humanos en diferentes áreas de la Administración de la Generalidad de Cataluña
En el periodo 1989-2002 desempeñó las tareas de Técnica en la Dirección General de Servicios Penitenciarios y Rehabilitación de la Consejería de Justicia y Jefa de la Sección Técnica y de Inspección de la Secretaría General de la misma Consejería
En octubre de 2002 se trasladó al Instituto Catalán de la Salud y mediante concurso de méritos accedió a los puestos de Jefa de la Sección de Gestión y Administración de Personal y Jefa del Servicio de Gestión Administrativa de la Dirección de Recursos Humanos. 
Entre 2001 y 2006 ejerció como miembro titular de diferentes tribunales y juntas de méritos y capacidades de concursos para la provisión de puestos de trabajo y traslados de diferentes consejerías y del Instituto Catalán de la Salud, tras haber obtenido la acreditación correspondiente.

### Militancia política
Sus inquietudes sociales y su convicción sobre la utilidad del activismo político para mejorar la sociedad la llevaron, en el año 1999, a afiliarse al PSC (Partido de los Socialistas de Cataluña). Desde entonces milita en la Agrupación de Nou Barris de Barcelona, en la que ha sido miembro de la Comisión Ejecutiva en diferentes períodos. 
En el Congreso de la Federación de Barcelona de 2011 fue elegida Secretaria de Política Municipal de la Federación para el periodo 2011-2014.
Por elección en los corresponientes Congresos, desde 2011 es miembro de la Comisión Ejecutiva de Barcelona de Federación de Barcelona como Secretaria de Política Municipal y Viceprimera Secretaria, cargo que desarrolla actualmente.

### Trayectoria política

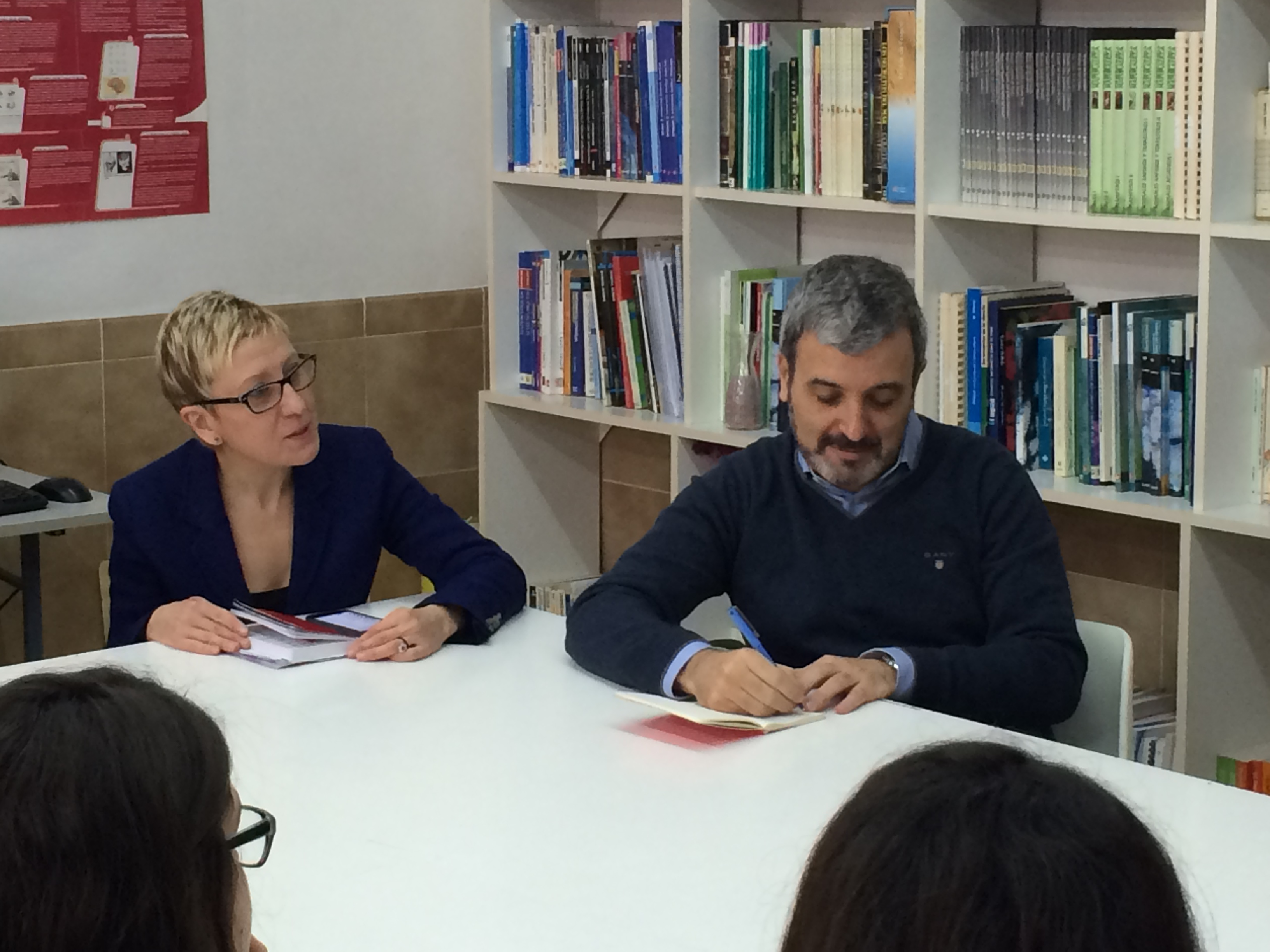
Carmen Andrés (izquierda) y Jaume Collboni.

En las elecciones municipales de 2007 formó parte de la candidatura de Jordi Hereu a la alcaldía de Barcelona, y resultó elegida concejala ejecutiva del distrito de Nou Barris. 
Entre 2007 y 2011, Carmen Andrés y su equipo centraron sus esfuerzos en ampliar la red de servicios públicos a los vecinos de Nou Barris. Este trabajo cristalizó en mejoras ostensibles para ese distrito tales como:
- Ampliación de la red de centros de servicios sociales;
- Puesta en marcha de un centro de atención para personas sin hogar;
- Construcción del complejo Cocheras-Borbón (un equipamiento sociosanitario, un centro de ocio para personas mayores, un complejo deportivo y una biblioteca);
- Rehabilitación de edificios emblemáticos de Nou Barris para nuevos usos, como el antiguo cuartel de la guardia civil de Can Peguera, ahora centro de ocio para personas mayores; la masía de Can Verdaguer, nuevo centro cívico; y parte del antiguo Instituto Mental como sede de la guardia urbana del distrito.

En las elecciones municipales de 2011, resultó de nuevo elegida concejala por el Partido de los Socialistas de Cataluña para el Ayuntamiento de Barcelona, donde ejerce como presidenta del Consejo Municipal del Distrito de Nou Barris y tiene asignadas las áreas de Educación y Vivienda en el Grupo Municipal del Partido de los Socialistas de Cataluña.
En el mandato del 2015-2019, ha sido regidora portavoz del Grupo Municipal del PSC en el Ayuntamiento de Barcelona. En el período de coalición de gobierno con Barcelona en Comú, fue concejal ejecutiva del Distrito de Sant Andreu y concejal de Infancia, Juventud y Personas Mayores.
Es diputada por Barcelona en el Congreso de los Diputados desde mayo de 2019.
En la presente legislatura XIV es vicepresidenta primera de la Comisión Mixta para el Estudio de los Problemas de las Adicciones y portavoz adjunta del Grupo Parlamentario Socialista en la Comisión de Sanidad. 
También es vocal en la Comissió d’Educació y Formació Professional y está adscrita a la Comissión de Derechos de la Infància y Adolescència, a la Comissión de Derechos  Sociales y a la Comissión Mixta del Defensor del Pueblo.
En esta XIV legislatura, ha sido ponente de la Ley de Regulación de la Eutanasia y de la Ley de medidas urgentes de prevención, contención y coordinación para hacer frente a la crisis sanitaria ocasionada por el COVID-19.

### Distinciones y condecoraciones
El 19 de abril de 2010 recibió la Medalla de bronce con distintivo azul de los Mozos de Escuadra por su trabajo institucional en favor de la mediación y la resolución de conflictos entre la ciudadanía.

### Activismo social y voluntariado
1998. Socia fundadora de INTI, Grupo para la educación en la solidaridad con los países del Sur. 
Hasta 2004 participó activamente para impulsar y realizar diferentes proyectos solidarios en el ámbito de la educación en El Salvador, Bolivia, Nicaragua y Tanzania.
En la actualidad es socia y activista de la red contra la pena de muerte de Amnistía Internacional.